# Cooper Creek
Cooper Creek é um rio da Austrália, um dos mais importantes do país e um dos 100 maiores rios do mundo em comprimento quando contado conjuntamente com o rio Barcoo. Nasce em Queensland, a oeste da Grande Cordilheira Divisória, e corre para o lago Eyre. É formado pela união do rio Barcoo e do rio Thomson.